# Гарчин
Гарчин је насељено место и седиште општине у Бродско-посавској жупанији, Република Хрватска.

## Историја
До територијалне реорганизације у Хрватској налазио се у саставу бивше велике општине Славонски Брод. У Гарчину су рођени Вјекослав Клаић и бискуп Антун Акшамовић.

## Становништво
На попису становништва 2011. године, општина Гарчин је имала 4.806 становника, од чега у самом Гарчину 911.

## Попис 1991.
На попису становништва 1991. године, насељено место Гарчин је имало 1.088 становника, следећег националног састава:
| Попис 1991.‍   | Попис 1991.‍  | Попис 1991.‍ | Попис 1991.‍ | Попис 1991.‍ |
| ------------- | ------------ | ----------- | ----------- | ----------- |
|               |              |             |             |             |
| Хрвати        | Хрвати       |             | 1.035       | 95,12%      |
| Југословени   | Југословени  |             | 26          | 2,38%       |
| Срби          | Срби         |             | 8           | 0,73%       |
| Албанци       | Албанци      |             | 5           | 0,45%       |
| Словенци      | Словенци     |             | 2           | 0,18%       |
| Македонци     | Македонци    |             | 1           | 0,09%       |
| неопредељени  | неопредељени |             | 2           | 0,18%       |
| регион. опр.  | регион. опр. |             | 2           | 0,18%       |
| непознато     | непознато    |             | 7           | 0,64%       |
| укупно: 1.088 |              |             |             |             |